# قرنادة
قرنادة هي قرية بشمال شرق ليبيا في الجبل الأخضر، جنوب مدينة شحات (ليبيا) بحوالى 12 كيلو وهي تتبع بلدية شحات وتعتبر قرية صغيرة ومن أشهر ما يوجد بها مركز تدريب لضباط الصف وسجن قرنادة. فضلا عن كونها المقر السابق لحكومة عبد الله الثني الثانية.
كان اسمها باتيستي Battisti أيام الاحتلال الإيطالي. على اسم السياسي الإيطالي تشيزاري باتيستي [الإنجليزية].
يقال بأن اسمها محرف من اسم غرناطة المدينة الأندلسية الشهيرة.

## مواضيع ذات علاقة
- الجبل الأخضر
- شعبيتها .